# Депортиво Морон
«Депорти́во Моро́н» (исп. Club Deportivo Morón) — аргентинский футбольный клуб из Морона, расположенного в 20 км к западу от центра Буэнос-Айреса. Выступает в Примере B Насьональ, втором по уровню дивизионе в системе футбольных лиг Аргентины. Домашние матчи команда проводит на стадионе «Нуэво Франсиско Урбано», вмещающем около 32 000 зрителей.

## История
«Спортиво Морон» был основан 20 июня 1947 года, в день национального флага Аргентины. Три года спустя клуб принят в Ассоциацию футбола Аргентины и начал выступать в Терсере Ассенсо (нынешняя Примера B Метрополитана). В 1951 году название клуба было изменено на современное.
В 1969 году «Депортиво Морон» единственный раз в своей истории играл в высшей аргентинской лиге. Он принял участие в турнире Метрополитано 1969 и занял предпоследнее место в своей группе, а в переходном турнире не сумел отстоять своё место в элите.
Лучшим бомбардиром клуба является Дамиан Акерман, забивший 141 гол за «Депортиво Морон» в 2003—2014 годах.